# Augsburger Biwak
Das Augsburger Biwak (auch Roland-Ritter-Biwak) ist eine Biwakschachtel der Sektion Augsburg des Deutschen Alpenvereins in den Lechtaler Alpen in Tirol, Österreich.

## Lage
Die Biwakschachtel liegt ungefähr auf halber Distanz des Augsburger Höhenwegs in der Parseierscharte auf einer Höhe von 2608 m ü. A. nordöstlich von Flirsch. Am Biwak beginnt ein möglicher Notabstieg vom Höhenweg über den Flirscher Parseier in 2,5 Stunden nach Flirsch.

## Ausstattung
Das Augsburger Biwak ist eine reine Notunterkunft, es bietet lediglich vier Behelfslager und keine Kochmöglichkeit.

## Geschichte
Der erste an dieser Stelle von der Sektion Augsburg errichtete hölzerne Notunterstand wurde im Jahr 1908 erbaut und war nach dem Ersten Weltkrieg verfallen. 1969 wurde dann eine Kunststoff-Konstruktion errichtet, die jedoch nicht ausreichend wetterbeständig war und bereits 1974 wegen ihres schlechten Zustands demontiert werden musste. 1976 wurde dann die heutige Stahlrohr-Blechkonstruktion im Tal montiert, mit einem Hubschrauber auf die Parseierscharte geflogen und dort verankert.
1985 benannte die Sektion Augsburg die Biwakschachtel nach ihrem Ehrenmitglied und langjährigem Schriftführer in Ronald-Ritter-Biwak um. In den offiziellen Hüttenverzeichnissen der Alpenvereine wird sie jedoch weiterhin als Augsburger Biwak geführt.

## Zu- und Übergänge
von der Augsburger Hütte oder der Ansbacher Hütte, jeweils ca. 4–4,5 Stunden auf dem anspruchsvollen Augsburger Höhenweg.

## Gipfel
- Eisenkopf, 2855 m ü. A., 1,5 Stunden
- Eisenspitze, 2866 m ü. A., 1,5 Stunden

## Karten
- Alpenvereinskarte 3/3 Lechtaler Alpen – Parseierspitze (1:25.000)